# Émile Waldteufel
Charles Émile Waldteufel (eigenlijk: Charles Émile Lévy)  (Straatsburg, Elzas, 9 december 1837 – Parijs, 12 februari 1915) was een Frans componist, muziekpedagoog en dirigent.

## Levensloop
Zijn ouders waren Lazare Lévy, geboren op 30 januari 1801 in Bischheim, Elzas, -die het pseudoniem Louis Waldteufel gebruikte- en Flora Neubauer, pianiste en lerares voor solozang. 
De eerste muziekles kreeg hij van zijn ouders, in het bijzonder van zijn moeder. In 1842 vertrokken zijn ouders met hem naar Parijs. Zijn broer Isaac (1832-1884), die als Léon Waldteufel bekend werd, was begonnen viool te studeren aan het Parijse conservatorium. Van 1853 tot 1857 ging ook Charles Émile aan het Conservatoire national supérieur de musique en studeerde daar onder andere samen met Georges Bizet en Jules Massenet piano. 
Na zijn studies werkte hij eerst bij een pianobouwer, gaf pianoles en speelde bij soirées. In deze tijd was het orkest van zijn vader een van de bekendste in Parijs. Zij speelden bij belangrijke feesten en gebeurtenissen. 
In 1865 werd hij als opvolger van Joseph Ascher hofpianist van de keizerin Eugénie de Montijo, gravin van Teba, de echtgenote van Napoleon III, keizer van Frankrijk. Maar hij speelde niet uitsluitend in Parijs, ook in Biarritz en in Compiègne was hij een veelgevraagd musicus en orkestleider. Vanaf 1867 speelde het Waldteufel-orkest ook in de prachtige hof in de Tuilerieën. Na de Frans-Pruisische Oorlog speelde het orkest ook tijdens de presidentiële feestelijkheden in het Palais Elysée. Alhoewel hij in Parijs in bepaalde kringen bekend was, werd zijn renommee pas groter toen hij al 40 jaar was. 
In oktober 1874 speelde hij bij een feest, waar de Prins van Wales, de toekomstige Eduard VII van het Verenigd Koninkrijk, aanwezig was. De Prins was enthousiast over de Manolo-wals van Waldteufel en beloofde hem, dat hij hem in Engeland bekend wilde maken. Daarop volgde een contract met de Londense uitgeverij Hopwood & Crew. Een eigenaar van deze uitgeverij was Charles Coote, dirigent en directeur van de Coote & Tinney’s Band, toen het voornaamste dansorkest van Londen. En zo kwam het, dat de muziek van Waldteufel bij staatsbanketten van Koningin
Victoria in het Buckingham Palace gespeeld werd. 
Hij maakte concertreizen in 1885 naar Londen en in 1889 naar Berlijn. In 1890 en 1891 dirigeerde hij het bal van de Opera in Parijs. 
Hij huwde de zangeres Célestine Dufau, met wie hij twee zonen kreeg.

## Composities
- 1857 Kamiesch, mars, op. 5
- 1861 Marche Alexandre
- 1861 Jean qui pleure et Jean qui rit, polka, op. 106
- 1864 Térésa (Antoinette), wals, op. 133
- 1866 Dans les bois, polka-mazurka, op. 119
- 1867 Bella, polka mazurka, op. 113
- 1868 Désirée, mazurka dédiée à Mademoiselle Désirée Derieux, op. 132
- 1875 Bien aimés, valse dédiée à Prince et Princess of Wales, op. 143
- 1876 Grande vitesse, galop, op. 146
- 1876 Violettes, valse dédiée à Mademoiselle Magdaleine Davillier Regnaud de St. Jean d’Angely, op. 148
- 1877 Mon rêve, wals, op. 151
- 1877 Prestissimo, galop, op. 152
- 1877 Pomone, wals, op. 155
- 1877 Toujours ou jamais, wals, op. 156
- 1878 Les sirènes, wals, op. 154
- 1878 Les folies, polka, op. 157
- 1878 Très jolie, wals, op. 159
- 1878 Gaieté, wals, op. 164
- 1879 Pluie de diamants, wals, op. 160
- 1879 La berceuse, wals, op. 161
- 1879 Bella Bocca, polka dédiée à Monsieur Jules Tardiveau, op. 163
- 1879 Ma charmante, wals, op. 166
- 1879 Chantilly, wals, op. 171
- 1880 Amour et Printemps, wals
- 1880 Minuit, polka dédiée à Madame Emmanuel Bocher, op. 168
- 1880 Dolorès, wals, op. 170
- 1881 Jeunesse dorée, wals, op. 175
- 1882 Joujou polka, op. 135
- 1882 Je t’aime, wals, op. 177
- 1882 Naples, wals, op. 179
- 1882 La Source, wals, op. 180
- 1882 Les Patineurs, wals, op. 183 (of de Schaatsenrijderswals, verreweg zijn bekendste werk)
- 1883 Les Sourires dédiée à Mme Maurice Ephrussi née Rotschild, wals, op. 187
- 1883 Soirée d’été, valse dédiée à Madame Morton, op. 188

- 1883 En Garde!, militaire polka opgedragen aan General Edmond-Henri-David Hartung (1819-96), op. 189
- 1883 Les Fleurs, wals, op. 190
- 1883 L'Estudiantina, wals, op. 191
- 1885 Trésor d’amour, wals, op. 149
- 1885 Tout en rose, wals, op. 200
- 1885 Un premier bouquet, wals, op. 201
- 1885 Retour des champs, polka, op. 203
- 1886 Ma Voisine, polka, op. 206
- 1886 Les Grenadiers, militaire wals, op. 207
- 1886 Dans les nuages, valse dédiée à Comtesse de Kessler, op. 208
- 1886 Idylle, valse dédiée à Madame Hoskier, op. 209
- 1886 La Cinquantaine / Joyeux Paris, polka, op. 215
- 1886 España, wals, op. 236
- 1887 Les Bohémians, polka, op. 216
- 1887 Tendresse, wals, op. 217
- 1887 Coquetterie, wals, op. 218
- 1887 Tout ou rien, polka, op. 219
- 1888 Acclamations, wals, op. 223
- 1888 Château en Espagne, polka, op. 225
- 1888 Rococo-Polka, op. 232
- 1889 Étincelles, op. 229
- 1889 Roses de Noël, wals, op. 230
- 1889 Tout Paris, valse a F. M. de Yturbe, op. 240
- 1889 Ange d’amour, valse dédiée à Marguerite Julie Ovague, op. 241
- 1890 Nuée d’oiseaux, polka, op. 243
- 1890 Retour du printemps, wals, op. 244
- 1891 Invitation à la Gavotte, op. 246
- 1891 Fontaine Lumineuse, wals, op. 247
- 1892 Sous la voûte étoilée, wals, op. 253
- 1893 Souveraine, polka mazurka, op. 255
- À toi, wals
- Arc-en-Ciel, wals, op. 237
- Autrefois, wals, op. 167
- Bagatelle, polka, op. 233
- Braun oder Blond, wals, op. 162
- Chant d'Oiseaux, wals, op. 251
- Clarisse, polka mazurka

- Deux à Deux, wals, op. 242
- Douce souvenance, wals, op. 194
- Doux poème
- Emma, polka
- Fleurs d’Amérique, polka mazurka
- Flots de joie, wals
- Fui de siècle, wals, op. 250
- Hebe, wals, op. 228
- Illusion, wals, op. 204
- L'Étoile Polaire, wals, op. 238
- L'esprit français, polka, op. 182
- La Fiancée, wals, op. 245
- Les sauterelles, polka à son altesse le Prince Nicolas Dadiani
- Les Violettes, wals
- Longchamps fleuri, wals, op. 254
- Madeleine, dédiée à la marquise de Castellane
- Manolo, wals
- Modestie, wals, op. 220
- Myosotis, wals
- Nuit étoilée, wals, op. 231
- Rendez-vous, wals
- Rêve divin, wals, op. 264
- Rêverie, wals, op. 202
- Rose et marguerites, wals
- Sentiers fleuris
- Soir d'Amour
- Un jour à Seville, wals, op. 252
- Valse Vénitienne
- Washington, valse à Monsieur l’Ambassadeur des États-Unis d’Amérique

## Publicaties
- Jean-Pierre Zeder: Les Waldteufel et la valse française. Strasbourg, 1980.

- Bibsys: 1070043
- Biblioteca Nacional de Chile: 000219852
- Biblioteca Nacional de España: XX965254
- Bibliothèque nationale de France: cb139009598 (data)
- Catàleg d'autoritats de noms i títols de Catalunya: 981061102646106706
- CiNii: DA09958962
- Gemeinsame Normdatei: 119314622
- International Standard Name Identifier: 0000 0000 8265 9722
- Library of Congress Control Number: n81140081
- Nationale Bibliotheek van Letland: 000192876
- MusicBrainz: d3d25e43-a453-4caf-a382-a75732ec02a6
- Bibliotheek van het Japanse parlement: 01184139
- Nationale Bibliotheek van Tsjechië: jn20021021002
- Nationale bibliotheek van Australië: 36005905
- Nationale Bibliotheek van Israël: 987007269608505171
- Nationale Bibliotheek van Polen: a0000001696566
- Nationale en Universitaire bibliotheek Zagreb: 000510717
- Nederlandse Thesaurus van Auteursnamen: 097437387
- Réseau des bibliothèques de Suisse occidentale: 02-A003954654
- SNAC: w6jd52vv
- Système universitaire de documentation: 027448363
- Trove: 1182066
- Virtual International Authority File: 74039180
- WorldCat: E39PBJmhTp9FbrTgjPpgXhXWXd